# Marco Plauzio Silvano (pretore 24)
Marco Plauzio Silvano (latino: Marcus Plautius Silvanus; ... – Roma, 24) è stato un senatore romano, pretore nel 24.

## Biografia
Marco Plauzio Silvano era figlio di Marco Plauzio Silvano, console nel 2, e di sua moglie Larcia, e fratello di Plauzia Urgulanilla, prima moglie dell'imperatore Claudio. 
Fu duumviro di Trebula Suffenas nel 23 e pretore nel 24. 
Si sposò due volte: la prima con Fabia Numantina, una parente dell'imperatore Augusto, da cui divorziò prima del 24, e la seconda con Apronia, figlia di Lucio Apronio.
Non ebbe figli naturali, ma adottò Tiberio Plauzio Silvano Eliano, forse un figlio di Lucio Elio Lamia, console nel 3. 
Nel 24, fu processato per aver ucciso la sua seconda moglie gettandola da una finestra. In quell'occasione, prima tentò di sostenere che la donna si fosse suicidata mentre lui dormiva, e in seguito, quando le indagini rivelarono che c'era stata una colluttazione nella stanza dove era avvenuta la cosa, incolpò del suo gesto l'ex moglie Fabia, che accusò di averlo stregato perché compisse l'atto. Sua nonna paterna, Urgulania, stimata matrona e amica intima dell'imperatrice Livia Drusilla, che era stata moglie di Augusto ed era madre di Tiberio, inviò a Silvano un pugnale, con l'invito a suicidarsi, cosa che prontamente fece. In seguito, Fabia fu assolta dall'accusa di stregoneria da Tiberio, che aveva già condotto personalmente le indagini concludendo che le prove dimenticano la tesi del suicidio.
L'omicidio di Apronia e le sue conseguenze furono anche fra i motivi che spinsero Claudio, alcuni anni dopo, nel 28, a ripudiare Urgulanilla. 